# 玉米田的孩子 (短篇故事)
《玉米田的孩子》（英語：Children of the Corn）是一部由史蒂芬·金於1977年所著的短篇小說，當時發佈在閣樓雜誌上，後來收錄在短篇小說集《》內，作品自1984年起已經改編成系列電影，電影作品超過8套。

## 故事簡介
伯持與薇琪是一對面臨關係破裂的夫妻，兩人決定儘最後的努力去旅行修補。在旅程中，伯特迷路了，去到一處有大塊玉米田的地方。突然，一個小孩從玉米田中衝出，撞到他們的車上，伯特下車檢查，發現小孩屍體的頸上早已有割痕，認為有人殺死小孩後再拋出公路，於是執意帶著屍首到最近的小鎮報案，薇琪為此提出百般反對，但伯特都拒絕接受。兩人按地圖去到最近的小鎮，發覺小鎮空無一人，而且鎮上的事物好像冰封在數十年前一樣。伯特到鎮內的教堂打聽，獨留薇琪一個在車內。伯特在教堂內找到一本記錄，得知鎮中過去曾發生一件大事，並且所有人都活不過十九歲。伯特回到車上，見到一大班小孩襲擊薇琪，他救不到薇琪，只好獨自逃跑，跑到玉米田中，結果發現了這群小孩的祭壇，及控制他們的「神」。